# Liste des ambassadeurs de France en Suède
L’ambassadeur de France en Suède est le représentant officiel de France auprès du roi et du gouvernement suédois. L'ambassade se trouve à Stockholm.

## Ambassadeurs successifs

### Ambassadeurs de France en Suède (XVIesiècle-1936)
| De   | À    | Ambassadeurs                                                        |
| ---- | ---- | ------------------------------------------------------------------- |
| 1541 | 1543 | Christophe Richer                                                   |
|      |      |                                                                     |
| 1624 | 1629 | Louis Deshayes                                                      |
| 1630 | 1631 | Hercule de Charnacé                                                 |
| 1632 | 1632 | Antoine Coëffier de Ruzé d'Effiat                                   |
| 1632 | 1634 | Urbain de Maillé                                                    |
| 1634 | 1635 | Claude de Mesmes, comte d’Avaux                                     |
| 1645 | 1646 | Claude des Salles, baron de Rorté                                   |
| 1646 | 1649 | Pierre Chanut                                                       |
| 1654 | 1657 | Charles d'Avaugour du Bois                                          |
| 1658 | 1665 | Hugues de Terlon                                                    |
| 1665 | 1668 | Simon Arnauld de Pomponne                                           |
| 1670 | 1671 | Pierre Bidal, baron d’Asfeld                                        |
| 1671 | 1672 | Simon Arnauld de Pomponne                                           |
| 1672 | 1672 | Honoré Courtin                                                      |
| 1672 | 1682 | Isaac de Pas de Feuquières                                          |
| 1682 | 1684 | François Bazin, marquis de Bandeville                               |
| 1684 | 1689 | De La Picquetière                                                   |
| 1690 | 1692 | Jacques-Vincent Bidal d'Asfeld                                      |
| 1692 | 1692 | François-Gaston de Béthune-Sully                                    |
| 1692 | 1699 | Jean-Antoine d'Avaux                                                |
| 1699 | 1701 | comte Louis de Guiscard                                             |
| 1701 | 1707 | Jean-Louis d'Usson de Bonnac                                        |
| 1707 | 1709 | Jean Victor de Besenval de Brünstatt                                |
| 1709 | 1715 | Jacques de Campredon                                                |
| 1715 | 1716 | Louis-François-Henri Colbert de Croissy                             |
| 1717 | 1719 | Louis-Pierre-Engilbert de La Marck                                  |
| 1725 | 1727 | Louis, Comte de Brancas-Cérest                                      |
| 1727 | 1731 | Charles-Louis de Brandos de Castèja                                 |
| 1735 | 1741 | Alphonse Marie Louis de Saint-Sévérin d'Aragon                      |
| 1741 | 1749 | Marc-Antoine Front de Beaupoil de Saint-Aulaire, marquis de Lanmary |
| 1749 | 1763 | Louis de Cardevac d'Havrincourt                                     |
| 1763 | 1766 | Louis Auguste Le Tonnelier de Breteuil                              |
| 1768 | 1771 | François-Charles de Raimond de Modène                               |
| 1771 | 1774 | Charles Gravier de Vergennes                                        |
| 1774 | 1782 | Pierre Chrysostème d'Usson de Bonnac                                |
| 1782 | 1789 | Louis Marie de Pons, marquis de Grignols                            |
| 1795 | 1795 | Louis-Marc Rivals                                                   |
| 1795 | 1796 | Louis-Grégoire Le Hoc                                               |
| 1801 | 1803 | Jean-François de Bourgoing                                          |
| 1810 | 1811 | Charles-Jean-Marie Alquier                                          |
| 1814 |      | François-René de Chateaubriand Ne s'est jamais rendu à son poste    |
| 1814 | 1818 | Marie-Hippolyte de Rumigny                                          |
| 1819 | 1820 | Marie-Hippolyte de Rumigny                                          |
| 1821 | 1823 | Hector-Philippe d'Agoult                                            |
| 1823 | 1826 | Ernest de Cadoine de Gabriac                                        |
| 1827 | 1829 | Marc-René de Montalembert                                           |
| 1830 | 1830 | Napoléon Joseph Ney                                                 |
| 1831 | 1832 | Napoléon-Hector Soult de Dalmatie                                   |
| 1832 | 1833 | Henri-Jean-Victor de Rouvroy de Saint-Simon                         |
| 1834 | 1835 | Louis Napoléon Lannes                                               |
| 1835 | 1845 | Charles-Henri-Edgard de Mornay                                      |
| 1848 | 1857 | Charles-Victor Lobstein                                             |
| 1857 | 1860 | Henri Mercier de Lostende                                           |
| 1860 | 1862 | Philippe-Charles-Maurice Baudin                                     |
| 1863 | 1871 | Hugues Marie Henri Fournier                                         |
| 1872 | 1877 | Arthur de Gobineau                                                  |
| 1877 | 1880 | Robert de Tamisier                                                  |
| 1880 | 1883 | Jules Patenôtre                                                     |
| 1883 | 1885 | Charles Le Peletier d'Aunay                                         |
| 1885 | 1888 | Camille Barrère                                                     |
| 1888 | 1894 | René Millet                                                         |
| 1894 | 1897 | Charles Rouvier                                                     |
|      |      |                                                                     |
| 1907 | 1910 | Arsène Henry                                                        |
| 1910 | 1918 | Napoléon Eugène Émile Thiébaut                                      |

### Depuis 1945
| De   | À    | Ambassadeurs                           |
| ---- | ---- | -------------------------------------- |
| 1943 | 1945 | Christian Carra de Vaux Saint-Cyr (de) |
| 1945 | 1947 | Jean Baelen                            |
| 1947 | 1948 | Gabriel Puaux                          |
| 1948 | 1952 | Robert de Dampierre (de)               |
| 1952 | 1955 | Armand du Blanquet du Chayla           |
| 1955 | 1958 | Lucien Bonneau                         |
| 1958 | 1963 | Émile Dufresne de La Chauvinière       |
| 1963 | 1967 | Jacques de Blesson                     |
| 1967 | 1970 | Général d'armée aérienne André Puget   |
| 1970 | 1972 | Pierre Francfort                       |
| 1972 | 1975 | Raymond Gastambide                     |
| 1975 | 1978 | Paul Fouchet                           |
| 1978 | 1982 | Gérard Gaussen                         |
| 1982 | 1985 | Pierre Louis Blanc                     |
| 1985 | 1989 | Robert Mazeyrac                        |
| 1989 | 1992 | Philippe Louet                         |
| 1992 | 1996 | Joëlle Timsit (en)                     |
| 1996 | 1998 | Philippe Petit (d)                     |
| 1998 | 2003 | Patrick Imhaus                         |
| 2003 | 2007 | Denis Delbourg                         |
| 2007 | 2007 | Jean-Pierre Asvazadourian              |
| 2007 | 2011 | Joël de Zorzi                          |
| 2011 | 2014 | Jean-Pierre Lacroix                    |
| 2014 | 2017 | Jacques Lapouge                        |
| 2017 | 2020 | David Cvach                            |
| 2020 | auj. | Etienne Le Harivel de Gonneville       |